# Ross Gillespie
John Ross Gillespie MBE (* 2. Juni 1935 in Timaru; † 29. Januar 2023 in Christchurch) war ein neuseeländischer Hockeyspieler und -trainer.
Ross Gillespie spielte für den Canterbury Hockey Club und nahm mit der neuseeländischen Hockeynationalmannschaft an den Olympischen Spielen 1960 in Rom 1964 in Tokio teil. 1971 wurde Gillespie Co-Trainer der neuseeländischen Nationalmannschaft und im Folgejahr betreute er das Team als Cheftrainer bei den Olympischen Spielen 1972 in München und war als Spieler gemeldet. Jedoch absolvierte er kein Spiel. 1976 wurde er als Trainer Neuseelands Olympiasieger in Montreal.
1977 wurde Gillespie aufgrund seiner Leistungen im Hockey zum Member of the Order of the British Empire ernannt.
Ross Gillespie starb am 29. Januar 2023 im Alter von 87 Jahren in Christchurch.